# Jean Price-Mars
Jean Price-Mars (Grande-Rivière-du-Nord, Haití, 15 de octubre de 1876 – Pétion-Ville, Haití, 1 de marzo de 1969) fue un destacado médico, político, diplomático, escritor, pedagogo, profesor y etnógrafo haitiano, considerado uno de los principales pensadores antillanos del siglo XX.
Su madre murió siendo pequeño. Fue criado por su abuela, católica, y su padre, protestante, en un ambiente de tolerancia religiosa. Recibió su primera educación en casa, en lengua creol, sus abuelos le contaban cuentos populares haitianos. 
A la edad de doce años fue enviado a Cabo Haitiano, y después a Puerto Príncipe, para seguir con sus estudios. Se matriculó en la Escuela Nacional de Medicina, tardaría 22 años en graduarse como médico por el interés que otras disciplinas suscitaron en él.
En 1899 recibió una beca para continuar sus estudios de medicina en París, donde se topó con los comunes prejuicios raciales de la época que consideraban que la raza negra era inferior. Poco después se introdujo en la carrera diplomática, la cual seguiría durante más de 50 años. Tras comprobar las condiciones de vida de la población negra en EE. UU. y conocer a Booker T. Washington, Price-Mars empezó a entender que el intelectual haitiano Hannibal Price afirmara que era necesario para el progreso de los negros desterrar de sus mentes ideas falsas y degradantes acerca de ellos mismos.
Fue secretario de la delegación haitiana en Washington (1909) y encargado de negocios en París (1915–1917) durante los primeros años de la ocupación estadounidense de Haití.
En 1941, fundó el Instituto de Etnología. Fue ministro de relaciones exteriores en 1946, delegado de Haití en las Naciones Unidas de 1949 a 1951 y embajador en la República Dominicana. En 1956 fue elegido presidente del Primer Congreso de Escritores y Artistas Negros, y primer presidente de la Sociedad Africana de Cultura, organismo asociado a la UNESCO.

## Movimiento de la Negritud
En sus obras fue abanderado en Haití del movimiento de la Negritud, el cual "descubría" y reivindicaba el valor de las raíces africanas de la sociedad haitiana. Price-Mars fue el primer defensor destacado del vudú como una forma completa de espiritualidad, con "deidades, un sacerdocio, una teología y una moral". Se manifestó opuesto a la ideología dominante que hace prevaler la cultura europea en América, marginando los elementos no blancos, no occidentales de la cultura americana. Su nacionalismo haitiano acepta la identidad cultural africana basada en el aporte de los esclavos, en contraste con la identidad de la República Dominicana vecina, la cual se precia de ser heredera de la cultura española por haber tenido una población esclava menor.
La actitud de Price-Mars fue motivada por la resistencia activa de los campesinos haitianos de 1915 a 1934 contra la ocupación de Estados Unidos de Haití. Price-Mars censuró a la élite haitiana por el abandono de la tradición pero admiró la conducta de la gente humilde. Fustigó a la élite por su "incapacidad para promover el bienestar de las masas haitianas".

## Bovarismo colectivo
Acuñó el término bovarismo colectivo para describir la identificación de la élite haitiana con la parte europea de su ascendencia y su rechazo de su herencia africana. Señaló que la mayoría de haitianos son de ascendencia africana mientras que la élite está compuesta casi exclusivamente de mulatos, descendientes de personas de color libres, que preferían su "blancura". Su desdén por las élites iba más allá de su "Bovarismo" racial.
Sostuvo que la injusticia social es resultado de su influencia económica y política. Entendía que la recaudación del estado haitiano dependía principalmente de los impuestos sobre los productos agrícolas, sobre todo el del café, la exportación más importante, cultivado por los campesinos, que habían llevado a cabo la defensa del país cuando las élites lo abandonaron para proteger sus intereses.
También atacó el papel de las élites en la educación haitiana. La élite creía que las masas necesitaban ser civilizadas. Price-Mars escribió frecuentemente sobre programas educativos. Examinó las "herramientas intelectuales" disponibles en Haití y exhortó a la élite, por su ventajosa posición, a promover el progreso entre las masas.
Finalmente decidió reivindicar el pasado esclavista de Haití como el verdadero origen de la identidad y cultura haitiana. Admiró la cultura y la religión que surgió entre los esclavos como base para rebelarse contra los europeos y crear una nación haitiana.
También calificó de bovarismo colectivo a la actitud de los dominicanos que repudian sus raíces africanas en beneficio de su ascendencia española. Durante la Guerra de Independencia Dominicana, muchos independentistas dominicanos tratando de obtener apoyo de Europa y los Estados Unidos no querían ser considerados negros.

## Obras más importantes
- La Vocation de l'élite (1919)
- Ainsi Parla l'Oncle: Essais D'Ethnographie (1928)
- Formation ethnique, folklore et culture du peuple haitien (1939)
- La République d'Haïti et la République Dominicaine (1953)
- De Saint-Domingue à Haïti. Essai sur la Culture, les Arts et la Littérature (1959)
- Le bilan des études ethnologiques en Haïti et le cycle du Négre (1954)
- Silhouettes de nègres et de négrophiles (1960)
- De la préhistoire d’Afrique à l’histoire d’Haïti (1962)